# Ctenomys validus
Туко-туко сильний (Ctenomys validus) — вид гризунів родини тукотукових, що зустрічається в Аргентині в провінції Мендоса.
таксон приєднано до Ctenomys mendocinus.